# مدارس سينسيناتي العامة

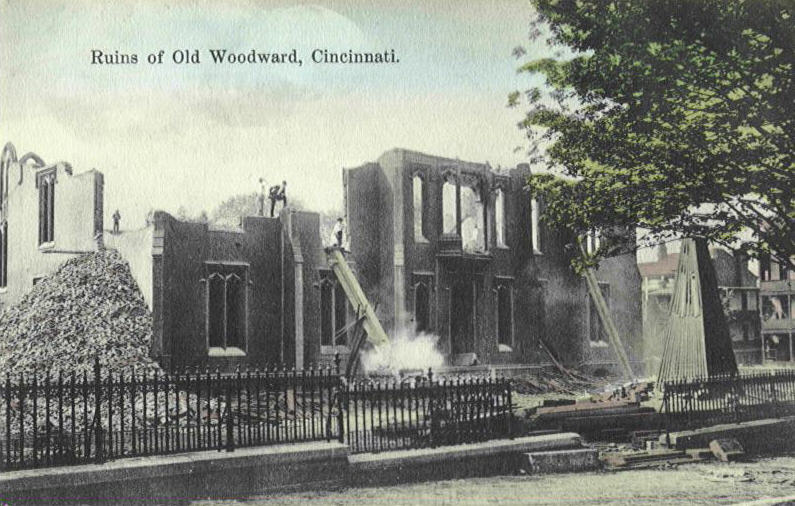
تعريف مجمع المدارس الحكومية

مدارس سينسيناتي الحكومية (Cincinnati Public Schools) هي منطقة تعليمية تشمل عدداً من المدارس في سينسيناتي.

## وصلات خارجية
- مدارس سينسيناتي الحكومية (بالإنجليزية)